# Rodriguezia delcastilloi
Rodriguezia delcastilloi là một loài thực vật có hoa trong họ Lan. Loài này được D.E.Benn. & Christenson miêu tả khoa học đầu tiên năm 1994.